# Taiwanees curlingteam (gemengd)
Het Taiwanese curlingteam vertegenwoordigt Chinees Taipei in internationale curlingwedstrijden.

## Geschiedenis
Chinees Taipei nam voor het eerst deel aan een groot toernooi tijdens het WK voor gemengde landenteams van 2018 in het Canadese Kelowna. De Taiwanese ploeg won diens openingswedstrijd tegen Polen en beëindigde het toernooi met vier winst- en vier verliespartijen. Een jaar later in het Schotse Aberdeen wist Chinees Taipei slechts twee wedstrijden te winnen. Op het WK van 2023 behaalde het team de play-offs. Daar werd het uitgeschakeld door België.

## Chinees Taipei op het wereldkampioenschap
| Jaar | Plaats        | Skip           | WG            | W             | V             | PV            | PT            |
| ---- | ------------- | -------------- | ------------- | ------------- | ------------- | ------------- | ------------- |
| 2015 | Geen deelname | Geen deelname  | Geen deelname | Geen deelname | Geen deelname | Geen deelname | Geen deelname |
| 2016 | Geen deelname | Geen deelname  | Geen deelname | Geen deelname | Geen deelname | Geen deelname | Geen deelname |
| 2017 | Geen deelname | Geen deelname  | Geen deelname | Geen deelname | Geen deelname | Geen deelname | Geen deelname |
| 2018 | 25            | Randolph Shen  | 8             | 4             | 4             | 48            | 49            |
| 2019 | 33            | Randolph Shen  | 7             | 2             | 5             | 28            | 52            |
| 2022 | 33            | Huang Shar-Yin | 8             | 8             | 0             | 35            | 66            |
| 2023 | 9             | Yang Ko        | 9             | 5             | 4             | 53            | 49            |
| 2024 | 34            | Hou Yi-Ler     | 7             | 1             | 6             | 20            | 66            |

Andorra · Australië · België · Brazilië · Canada · China · Chinees Taipei · Denemarken · Duitsland · Engeland · Estland · Filipijnen · Finland · Frankrijk · Hongarije · Hongkong · Ierland · India · Israël · Italië · Japan · Kazachstan · Kenia · Kosovo · Kroatië · Letland · Litouwen · Luxemburg · Mexico · Nederland · Nieuw-Zeeland · Nigeria · Noorwegen · Oekraïne · Oostenrijk · Polen · Portugal · Puerto Rico · Roemenië · Rusland · Schotland · Servië · Slovenië · Slowakije · Spanje · Tsjechië · Turkije · Verenigde Staten · Wales · Wit-Rusland · Zuid-Korea · Zweden · Zwitserland